# Битва при Чаулі (1508)
Битва при Чаулі — морська битва між флотом Португальської імперії і флотом Мамелюцького султанату в Єгипті у 1508 році в гавані Чаул в Індії. Битва завершилася перемогою мамелюків і стала першою морською поразкою португальців в Індійському океані.

## Передумови

### Поява португальців в Індійському океані
Інтервенція португальців в Індійський океан, яка почалась після відкриття морського шляху до Індії експедицією Васко да Гама в 1498 році, серйозно порушила усталену торгівлю в цьому регіоні, загрожуючи як арабським, так і венеційським інтересам, оскільки португальці отримали можливість продавати прянощі в Європі за нижчими цінами. Венеція розірвала дипломатичні відносини з Португалією і почала шукати шляхи протидії її інтервенції в Індійському океані, відправивши посла до єгипетського двору. Венеція вела переговори про зниження єгипетських мит, щоб полегшити конкуренцію з португальцями, і запропонувала застосувати проти португальців «швидкі та таємні засоби правового захисту». Заморин Калікуту також відправив посла в Єгипет з проханням про допомогу проти португальців.

### Гуджарат
На момент прибуття португальців до Індії, Гуджарат був основним посередником в морській торгівлі в Індійському океані. Головні торгові маршрути, переважно тканиною та спеціями, йшли між сходом та заходом від Китаю і островів Малайського архіпелагу через Малакку і Індію до Єгипту. Наприкінці XV століття султан Гуджарата призначив на посаду губернатора портового міста Діу Маліка Айяза, колишнього лучника і раба, можливо грузинського чи далматинського походження. Хитрий і прагматичний правитель, Малік Айяз перетворив місто на головний порт Гуджарата (відомий португальцям як Камбая) та один з головних перевалочних пунктів в торгівлі між Індією та Перською затокою. Малік Айаз намагався уникати конфліктів з Португалією, проводячи нейтральну та навіть союзницьку політику — аж до того часу, поки єгипетський флот на чолі з Хуссейном несподівано не прийшов у Діу.

## Приготування
З метою протистояти експансії португальців в Індійському океані, мамелюцький султан Кансух аль-Гаурі, за порадою венеційців вирішив відправити в регіон єгипетський флот, який на місці мав об'єднатись з флотами місцевих мусульманських та індуістських правителів для знищення усіх португальських володінь на узбережжі Індії.
Мамелюки, що традиційно мали потужну сухопутну армією, але нехтували морським флотом, організували будівництво морських кораблів за допомогою Венеції. Так, як в регіоні не було корабельного лісу, Венеційська республіка організувала перевезення лісу по Середземному морю в Александрію з району Чорного моря. З Александрії та інших середземноморських портів Єгипту, деревину привозили по суші на верблюдах і збирали на узбережжі Червоного моря в Суеці, під наглядом венеційських корабельних майстрів. Приблизно половина поставок була перехоплена супротивниками мамелюків — лицарями-госпітальєрами з Родосу, так що в підсумку лише частина запланованого флоту була зібрана в Суеці.

## Плавання мамелюцького флоту
Будівництво кораблів зайняло кілька років. У лютому 1507 року єгипетська флотилія, що складалась з 6 великих «круглих» кораблів (типу каравел чи карак) і шести великих галер, які називались галеасами на чолі з Аміром Хусейном Аль-Курді (відомим португальцям як Міроцем) відпливла із Суеца. На борту перебувала армія з 1500 мамелюків, а також посол заморіну Калікуту Маймама Мараккар (Mayimama Mārakkār).
Єгиптяни прибули до індійського порту Діу на початку 1508 року, після затримки на підкорення міста Джедда на Аравійському півострові. Мамелюки планували об'єднатися з флотом заморіна Калікуту і здійснити набіг для знищення усіх португальських володінь на узбережжі Індії, але заморін, який очікував флот мамлюків у 1507 році, на той час вже пішов з Діу.
Малік Айяз добре прийняв Хуссейна, але на відміну від того, що обіцяли мусульманські посланці в Єгипті, крім заморіна Калікута жоден інший правитель індійського субконтиненту не приєднався до антипортугальської коаліції. Сам Айяз розумів, що португальці були грізною військово-морською силою, з якою він не бажав протистояння. Однак він не міг відмовити Хуссейну, побоюючись як гніву Махмуда Бегади, могутнього султана Гуджарата, так і власних сил Хуссейна, що вже перебували в його місті. Потрапивши між лещата обох протиборчих сил, Айяз вирішив лише обережно підтримати Хуссейна.

## Бій
У березні 1508 р. обєднаний флот мамелюків, Гуджарату і Калікута відплив на південь і натрапив на португальську ескадру у гавані Чаула. Командував португальською ескадрою син португальського віце-короля Індії, Лоуренсу де Алмейда, якому доручили контролювати завантаження португальських торгових кораблів у цьому місті та супроводжувати їх назад до Кочіна, тоді як основні сили португальців під керівництвом Франсішку де Алмейда пішли на північ.
Лоуренсу вирішив прийняти бій, який тривав два дні. У мусульман було набагато більше кораблів, але вони довго не могли піднятися на високі борти португальських карак. Після довгих зусиль, флагманський корабель Лоуренсу де Алмейда був затоплений на вході в затоку Чаула, і португальці були розбиті. Лише два з 8 португальських кораблів зуміли піти, втрати португальців склали близько 140 людей убитими та полоненими. Серед загиблих португальців був син віце-короля, Лоуренсу де Алмейда, тіло якого так і не вдалося відшукати попри всі зусилля Маліка Айяза, який хотів повернути його португальському віце-королю. Декілька гуджаратських командирів, а також посол заморина Калікута Маймам Мараккар теж загинули в битві.

## Наслідки
Хоча португальців захопили зненацька (через схожість кораблів Хуссейна з європейськими, їх спочатку вважали належними до флотилії Афонсо де Албукеркі, відправленої до узбережжя Аравії), битва закінчилася пірровою перемогою мусульман, які зазнали занадто багато втрат, щоб продовжувати експедицію далі в напрямку португальської штаб-квартири в Кочіні. Сам Хуссейн ледь не загинув в бою через неприхильність Маліка Айяза до битви. Хуссейну не залишалося іншого вибору, як повернутися з Аязом до Діу і підготуватися до португальської відповіді. Хуссейн повідомив про цей бій у Каїр як про велику перемогу, однак «Мірат Сікандарі», тогочасний перський опис про Королівство Гуджарат, згадує про цю битву як про незначну сутичку.
Після повернення до Діу, флот Аміра Хусейна відмовився від будь-якої подальшої ініціативи на узбережжі Індії, його кораблі почали приходити в занедбаний стан, а його екіпажі розійшлися.
Як відплатну акцію, в наступному, 1509 році португальський флот на чолі з Фрасішко Алмейдою напав на мамелюцький флот у гавані Діу і отримав вирішальну перемогу в битві при Діу. За цими подіями відбулася нова інтервенція Османів у 1538 році, що призвела до невдалої для них облоги Діу.

## Примітку
1. 1 2 3 4 5 6  Tide of Empires: 1481—1654 Peter Padfield p.62ff. Архів оригіналу за 2 січня 2016. Процитовано 2 лютого 2022.
2. ↑  Foundations of the Portuguese empire, 1415—1580 by Bailey Wallys Diffie p.232  [Архівовано 5 січня 2022 у Wayback Machine.]
3. ↑  «Conquerors; How Portugal seized the Indian Ocean and forged the first Global Empire» by Roger Crowley p.219
4. 1 2  Foundations of the Portuguese empire, 1415—1580 Bailey Wallys Diffie p.230ff
5. 1 2 3  Malabar manual William Logan p.316ff. Архів оригіналу за 27 листопада 2021. Процитовано 2 лютого 2022.
6. 1 2 3 4  Foundations of the Portuguese empire, 1415—1580 Bailey Wallys Diffie p.234ff
7. ↑  Pissarra, José (2002). Chaul e Diu −1508 e 1509 — O Domínio do Índico [Архівовано 26 липня 2020 у Wayback Machine.] Lisbon, Tribuna da História, pg.27
8. ↑  Pissarra, José (2002). Chaul e Diu −1508 e 1509 — O Domínio do Índico [Архівовано 26 липня 2020 у Wayback Machine.] Lisbon, Tribuna da História, pg.32–33
9. ↑  Pissarra, José (2002). Chaul e Diu −1508 e 1509 — O Domínio do Índico [Архівовано 26 липня 2020 у Wayback Machine.] Lisbon, Tribuna da História, pg.33–35
10. ↑  Pissarra, José (2002). Chaul e Diu −1508 e 1509 — O Domínio do Índico [Архівовано 26 липня 2020 у Wayback Machine.] Lisbon, Tribuna da História, pg.61
11. ↑  Bayley, Edward C. The Local Muhammadan Dynasties: Gujarat, London, 1886, 222